# Antoine Didry-Demarle
Pour les articles homonymes, voir Didry.

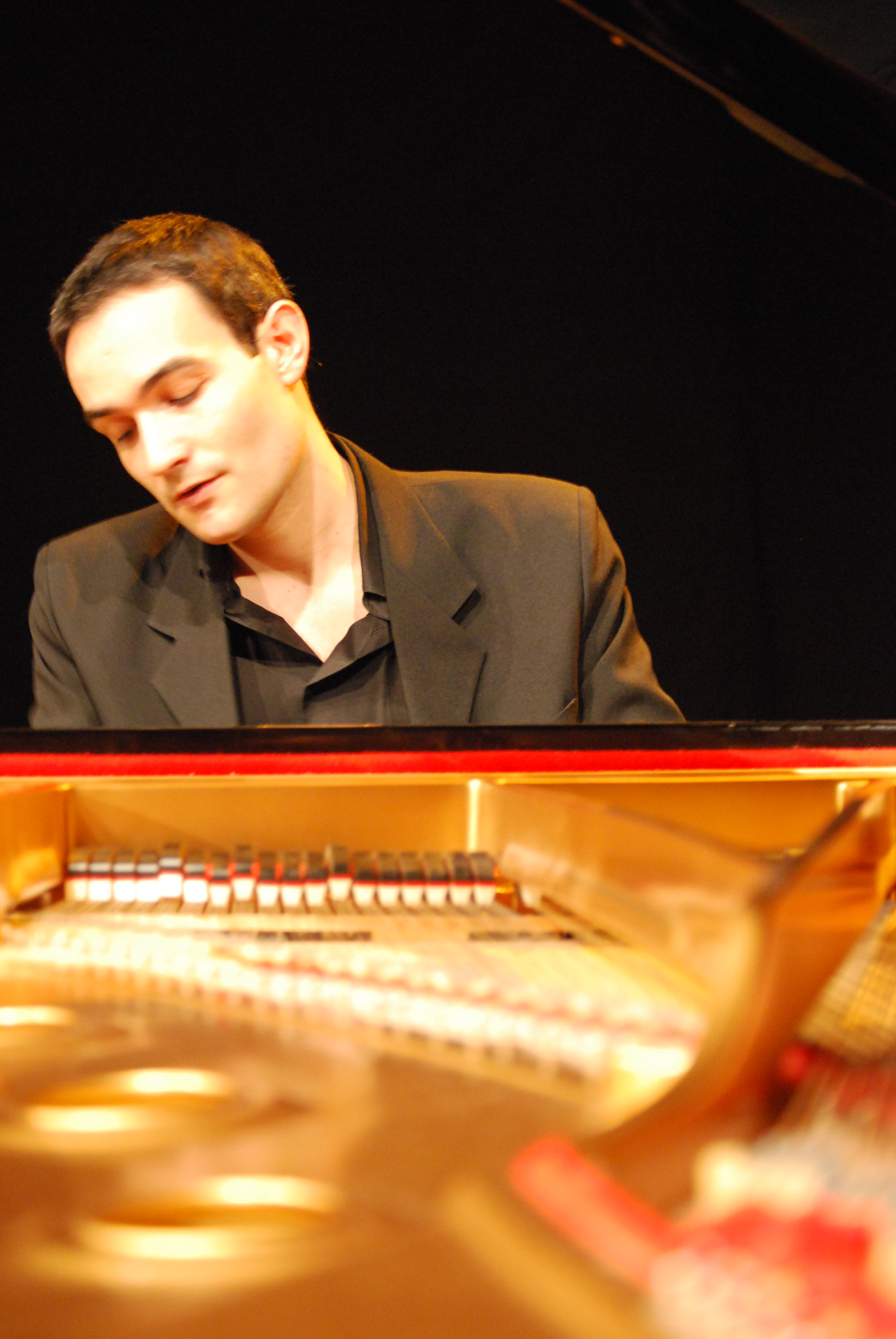
Antoine Didry-Demarle, en 2012.

Antoine Didry-Demarle, né le 15 février 1982 à Valenciennes, est un pianiste et professeur de musique français. Il a notamment réalisé la première européenne des Feuillets inédits pour ondes Martenot et piano de Messiaen.

## Biographie
Antoine Didry-Demarle naît le 15 février 1982 à Valenciennes et intègre le conservatoire de Denain puis de Cambrai,.
Élève des conservatoires de Genève, Berlin et Paris, Antoine Didry-Demarle se distingue dès l’âge de douze ans au concours international Léopold Bellan à Paris où il obtient le Prix d’Excellence.

## Carrière
En 2005, il crée au Victoria Hall de Genève en première européenne les Feuillets inédits pour ondes Martenot et piano d'Olivier Messiaen,. Il joue notamment au Grand Théâtre de Genève ainsi qu'à la Tonhalle Zürich et se produit particulièrement en France.
Grâce au mécénat de la Société Générale, il porte en 2007 le projet Écouter / Inventer / Partager au conservatoire de Bamako au Mali,. Par ailleurs, il enregistre l’intégrale des Sonates et Interludes pour piano préparé de John Cage,.
Le 20 juin 2015, il donne un concert d'une heure en duo dans le cadre de la fête de la musique de Genève, enregistré par la radio Espace 2.
Depuis 2015, il se produit régulièrement au Festival Via Lattea de Lugano, où il interprète notamment le Catalogue d'oiseaux d’Olivier Messiaen, déroulé en pleine forêt.
Antoine Didry-Demarle est depuis 2007 professeur de piano au conservatoire Charles Munch (11ème arrondissement de Paris),,. Le 1er avril 2023, il coordonne la journée spéciale organisée par la Médiathèque musicale de Paris (MMP) lors de la commémoration du 50e anniversaire de la naissance de Sergueï Rachmaninov.

## Enregistrements
- Images Croisées : Debussy, Brahms, Liszt (décembre 2009, Studio Sextan)[4],[13], produit par Becar Prod Limited[14].
- Francis Thomé, Musique de chambre – Trio Talbert (2014, Azur Classical)[15]